# Jerzy Modzelewski

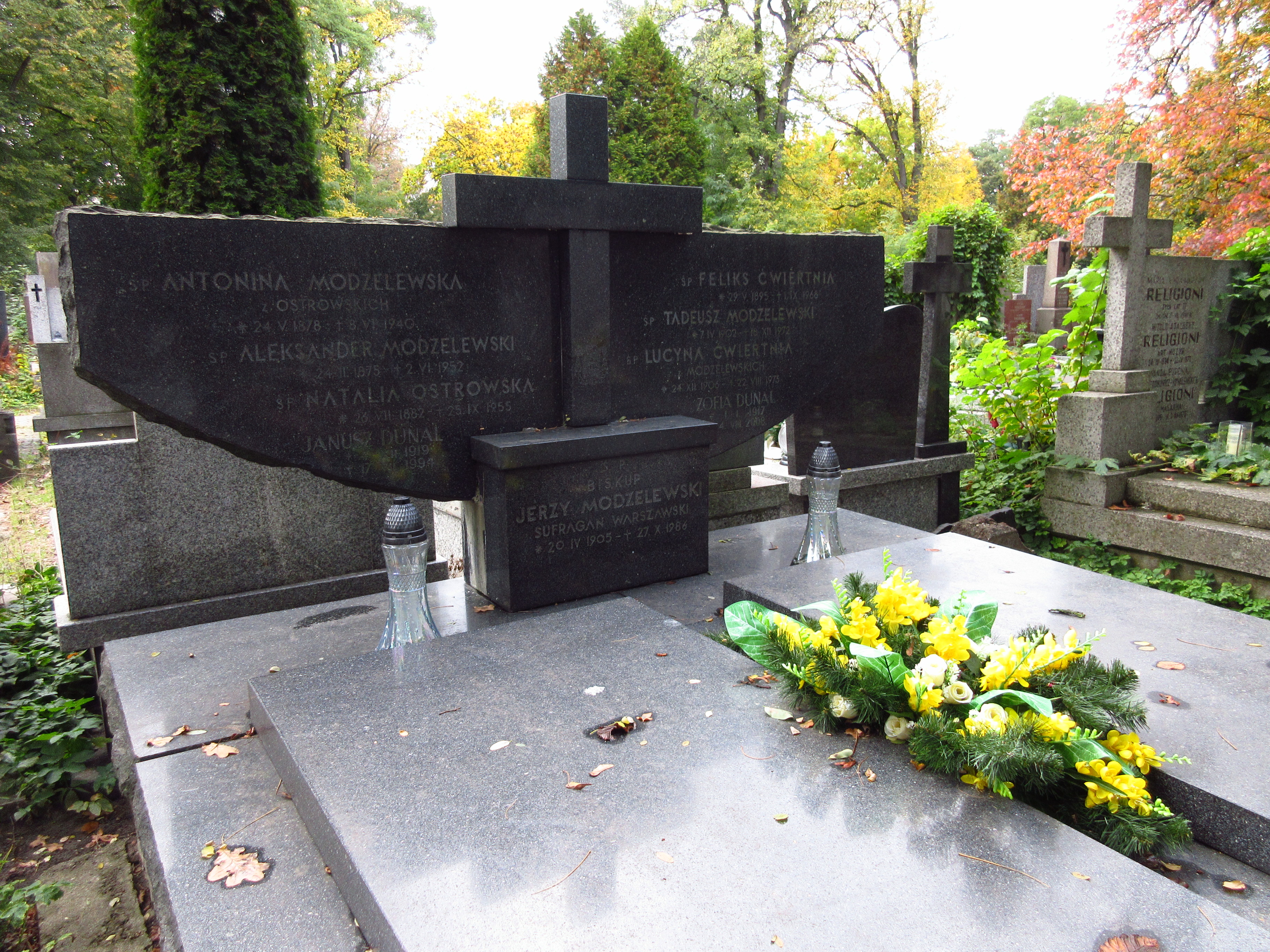
Grób biskupa Jerzego Modzelewskiego na cmentarzu Bródnowskim

Jerzy Modzelewski (ur. 20 kwietnia 1905 w Warszawie, zm. 27 października 1986 tamże) – polski duchowny rzymskokatolicki, biskup pomocniczy warszawski w latach 1959–1986.

## Życiorys
Studiował w Warszawie i Lublinie. Po przyjęciu w 1928 święceń kapłańskich rozpoczął pracę jako prefekt szkół warszawskich i duszpasterz środowisk akademickich. Później był proboszczem w Milanówku, w Ząbkach i w Warszawie.
W czasie powstania warszawskiego uczestniczył w przekazaniu przez Niemców bp. Antoniemu Szlagowskiemu serca Fryderyka Chopina.
18 listopada 1958 papież Jan XXIII mianował go biskupem pomocniczym archidiecezji warszawskiej i biskupem tytularnym Daonium. Sakrę biskupią przyjął 8 lutego 1959. Był wikariuszem generalnym archidiecezji warszawskiej. Przewodniczył Radzie Prymasowskiej Budowy Kościołów Warszawy.
W 1965 uczestniczył w IV sesji soboru watykańskiego II. Od 1971 był członkiem Obywatelskiego Komitetu Odbudowy Zamku Królewskiego w Warszawie.
Był współkonsekratorem podczas sakry biskupów pomocniczych warszawskich: Władysława Miziołka (1969) i Zbigniewa Józefa Kraszewskiego (1970), a także biskupa pomocniczego wrocławskiego Tadeusza Rybaka (1977).
Pochowany został na cmentarzu Bródnowskim.